# کوپید کمانش را می‌سازد
کوپید تاقش را می‌سازد (به ایتالیایی: Cupido che fabbrica l'arco) اثر نقاش شیوه گرای ایتالیایی قرون وسطی جیرولامو فرانچسکو ماریا ماتزولا معروف به پارمیجانینو است. وی این تابلو را بین سال‌های ۱۵۳۳ تا ۱۵۳۵ میلادی خلق نموده‌است.
تابلوی مذکور هم‌اکنون در موزه‌ای در وین اتریش نگهداری می‌گردد. این اثر به با ابعاد ۱۳۵ در ۶۵٫۳ سانتی‌متر و به صورت رنگ روغن کار شده‌است.